# Paul Faure
Paul Faure (Périgueux, 3 de febrero de 1878-París, 16 de noviembre de 1960) fue un político socialista francés secretario general de la Sección Francesa de la Internacional Obrera entre 1920 y 1940.

## Biografía
Nació en Périgueux, en el departamento de Dordoña, el 3 de febrero de 1878. Inicialmente un militante del Partido Obrero de Jules Guesde —al que se había afiliado en 1901— se convirtió en 1920 en el secretario general de la SFIO asumiendo la tarea de reconstruir el partido junto a Léon Blum tras la escisión comunista que se adhirió a la III Internacional, ocurrida tras el Congreso de Tours en el contexto de la crisis de las internacionales. Llegó a desarrollar una profunda animadversión hacia los comunistas, a los que consideraba «agentes de Moscú». A raíz del triunfo del Frente Popular, fue nombrado ministro de Estado (ministro sin cartera) en 1936 al entrar en el equipo de gobierno de Léon Blum. Paul Faure, cuya relación con Blum se había deteriorado notablemente, cesó en 1940 como Secretario General de la SFIO. Falleció el 16 de noviembre de 1960 en París.